# هيلا كلاين
هيلا كلاين (بالعبرية: הילה חכמון‏) هي فنانة إسرائيلية، ولدت في 12 ديسمبر 1987 في حولون في إسرائيل.

## وصلات خارجية
- هيلا كلاين على موقع IMDb (الإنجليزية)
- هيلا كلاين على موقع قاعدة بيانات الفيلم (الإنجليزية)